# Fajar Baru (Jati Agung)
Fajar Baru is een bestuurslaag in het regentschap Lampung Selatan van de provincie Lampung, Indonesië. Fajar Baru telt 5.558 inwoners (volkstelling 2010).